# Redcastle
Redcastle (schottisch-gälisch Caisteal ruadh), historisch auch Edirdovar oder Ederdour, ist die Ruine einer mittelalterlichen Niederungsburg in Killearnan auf der Black Isle in der schottischen Council Area Highland. Redcastle wurde nach dem roten Sandstein, aus dem es erbaut ist, benannt und ist heute eine Ruine, die Historic Scotland aber als historisches Bauwerk der Kategorie B gelistet hat.

## Geschichte
Redcastle war bis vor Kurzem eines der ältesten bewohnten Gebäude in Schottland. Eine erste Burg an dieser Stelle ließ König Wilhelm der Löwe 1179 errichten; sie wurde Edirdovar genannt. 1230 hielt Sir John Bysset die Burg und 1278 Sir Andrew de Besco. 1455 wurde die Black Isle von der schottischen Krone eingenommen.
1492 befanden sich Burg und Ländereien unter der Kontrolle von Kenneth Mackenzie, 7. of Kintail, und sie blieben bis 1790 in den Händen des Clan Mackenzie. Das heutige Gebäude geht auf das Jahr 1641 zurück und wurde im 19. Jahrhundert vom Architekten William Burn umgebaut. 1838 kaufte Colonel H. D. Baillie das Anwesen und so gelangte es in das Eigentum der Familie von Lord Burton of Dochfour. Im Zweiten Weltkrieg wurde die Burg von der Armee requiriert und schließlich in den 1950er-Jahren verlassen und teilweise abgerissen.